# Panathura indica
Panathura indica är en kräftdjursart som beskrevs av Brian Frederick Kensley och Marilyn Schotte 2000. Panathura indica ingår i släktet Panathura och familjen Expanathuridae.
Artens utbredningsområde är Aldabra. Inga underarter finns listade i Catalogue of Life.